# 遠藤ゆか
遠藤 ゆか（えんどう ゆか）は、日本の映像作家、アニメーター。
主に、NHKの音楽番組「みんなのうた」などのアニメーションを制作している。

## 作成作品一覧

### みんなのうた
- ◆は5分間1曲枠の楽曲。
- 1.ママのママのママのママ / コアラモード.（2016年12月・2017年1月放送）
- 2.きんぎょすくい / 結花乃（2018年8月・9月放送）